# Стеврек
Стеврèк е село в Североизточна България, община Антоново, област Търговище.

## География
Село Стеврек се намира на около 43 km югозападно от областния център Търговище и около 17 km южно от общинския център Антоново. Разположено е в Предбалкана, между историко-географската област Сланник от север, Лиса планина от изток и югоизток и Еленските възвишения от югозапад, в долината на Стара река при вливането в нея на десния ѝ приток Малката река. Климатът е умереноконтинентален, почвите в землището са преобладаващо светлосиви горски. Надморската височина в центъра на селото при сградата на кметството е около 325 m, на юг нараства до около 370 m, а на запад намалява до около 310 – 330 m.
През 1978 г. към Стеврек са присъединени махалите Виданово, Гълъбника, Макак и Пчеларци.
През селото минава третокласният републикански път III-408. На север през селата Старчище, Крушолак, Глашатай, Таймище, Вельово, Илийно и след връзка с първокласния републикански път I-4 (съвпадащ с европейски път Е772) път III-408 води до село Камбурово, а на юг път III-408 води през селата Чеканци и Глоговец до връзка с второкласния републикански път II-53 при село Константин. Общински път води от Стеврек на югоизток към селата Черна вода, Равно село, Стройновци.
Землището на село Стеврек граничи със землищата на: село Старчище на север и североизток; село Равно село на изток и югоизток; село Боринци на югоизток; село Майско на юг; село Константин на юг; село Зайчари на юг; село Средно село на запад; село Великовци на северозапад.
Населението на село Стеврек, наброявало 1318 души при преброяването към 1934 г. и 1263 към 1956 г., намалява постепенно до 367 (по текущата демографска статистика за населението) към 2020 г.
При преброяването на населението към 1 февруари 2011 г., от обща численост 428 лица, за 93 лица е посочена принадлежност към „българска“ етническа група, за 334 – към „турска“ и за едно лице „не е даден отговор“.

## История
Стеврек е старо селище. За това говорят останките от крепости и манастири в околностите му, отнасящи се към епохата на Второто българско царство. Има и останки от стар мост, според едни източници от римски или ранно-византийски произход, според други – градеж от турско време. На левия бряг на Стара река, недалеч от местността Бойлиската воденица има следи от старо селище. Това място се нарича „Църковището“ и в него са разкрити основи на църква.
Предполага се, че наименованието му произхожда от гръцката дума „ставрос“ – кръст. В селището на седмичния пазар били изнасяни за продан като сувенири кръстчета и други религиозни утвари, изработвани от гръцки майстори. Под наименованието Иставрек, селото се среща записано в турски регистри от 1430 година. Това навежда на мисълта произхода на наименованието да се търси от римо-византийското значение на тази дума – кръстовище.
Първоначалното му разположение не е било на сегашното място, тъй като селището е било опожарявано и завличано от реката. В 1891 г. се е състояло от 66 къщи, обитавани от смесено население – българи и турци. Българските заселници, дошли на мястото на изселилите се по време на Руско-турската Освободителна война 1877 – 1878 г. и след това турци, са от Кюстендилско. От 1892 г. превес в жителите на селото вземат турците.

## Обществени институции
- Българско училище се открива в 1880 г. Същото използва комбинираната обществена сграда в селото построена през 1885 г. и използвана за църква, община и училище. В 1923 г. се открива и първи прогимназиален клас. В 1952 г. е завършена новата училищна сграда.
- От 1923 г. едновременно с българското училище съществува и турско училище – месчит. В 1959 г. двете училища се сливат в едно. В 1966 г. на мястото на старата джамия е изградено общежитие за учениците от района.
- Църква „Възнесение Господне“ – строена 1920 – 1922 година.

- Местното читалище „Пробуда“ е създадено на 18 март 1928 г. В 1970 г. е построен голям читалищен дом.

## Редовни събития
- Сборът на селото се провежда всяка година на 24 май.

## Културни и природни забележителности
Въпреки че местните са го нарекли „Римски мост“, специалисти го датират от края на XVIII – началото на XIX в. Свързва двата бряга на Стара река и е възможно е да е построен върху основите на античен мост. Това уникално съоръжение е напълно запазено и удивлява със своята архитектурна изящност. Някога през него е минавал важен стратегически път. 
До моста се стига по черен път, минаващ основно през широколистна гора. Отдалечен е на около 7 км от центъра на село Стеврек.